# Bombylius ravus
Bombylius ravus är en tvåvingeart som beskrevs av Friedrich Hermann Loew 1863. Bombylius ravus ingår i släktet Bombylius och familjen svävflugor. Inga underarter finns listade i Catalogue of Life.